# Патролни чамац
Патролни чамац је назив за мали ратни брод чији је задатак одбрана обале, односно контрола територијалних вода. У пракси се патролни чамци данас углавном користе у сврху борбе против кријумчара, пирата, односно поморске гериле.
Обично имају око 30 m дужине, те су наоружани једним лаким противавионским топом или с неколико митраљеза. Често су по свом дизајну прилично слични торпедним и ракетним чамцима.
Патролни чамци се осим на морима, користе и на рекама, односно језерима.
Осим ратних морнарица их користе организације попут обалске страже, царине и полиције.